# Calle del Coso
La calle del Coso (dal latino Cursus, corso) è una delle strade più antiche e conosciute di Saragozza. 
Ha più di duemila anni di storia, poiché il suo tracciato corrisponde con il cursus, percorso che circondava le mura in epoca romana. Comincia nell'avenida César Augusto, all'altezza del Palacio de los Luna e arriva a calle Alfonso I e calle Don Jaime I, per poi passare Plaza de España. All'altezza di Plaza San Miguel, passa accanto alla plaza de la Magdalena e scende fino al fiume Ebro all'altezza del puente de Hierro.